# Die Muppets Weihnachtsgeschichte
Der Puppenfilm Die Muppets Weihnachtsgeschichte wurde im Jahr 1992 von Walt Disney Pictures produziert und kam am 9. Dezember 1993 in die deutschen Kinos. Die meisten Figuren der zugrunde liegenden Erzählung A Christmas Carol (deutsch: Eine Weihnachtsgeschichte oder auch Ein Weihnachtslied in Prosa) des englischen Romanciers Charles Dickens von 1843 werden von Muppets dargestellt.

## Handlung
Der verbitterte und geizige Geschäftsmann Ebenezer Scrooge wird von seinen Mitmenschen aufgrund seines unzugänglichen Charakters gefürchtet und gehasst. Besonders unter seiner Hartherzigkeit zu leiden haben sein Gehilfe Bob Cratchit und dessen Familie. In der Nacht vor dem Weihnachtsfest besuchen Scrooge jedoch drei Weihnachtsgeister, die ihm anhand der Weihnachtsfeste seiner Vergangenheit, Gegenwart und Zukunft eindringlich seine Fehler und Versäumnisse vor Augen führen. Durch die Besuche der Geister geläutert erkennt Scrooge die wahre Bedeutung des Weihnachtsfestes und verwandelt sich in einen herzlichen und seine Nächsten liebenden Menschen.

## Filmische Umsetzung
Als Darsteller des Ebenezer Scrooge fungiert der britische Oscar-Preisträger Michael Caine. Auch sein Neffe Fred, dessen Frau und Scrooges alte Jugendliebe sowie einige Statisten werden von menschlichen Schauspielern dargestellt. Alle übrigen Figuren der Geschichte werden jedoch von Muppetpuppen dargestellt, und zwar jeweils so nah wie möglich angelehnt an ihre bekannten Charaktere aus der Muppet Show.
So treten die ewig grantigen Logen-Opas Statler und Waldorf als gruseliges Duo in der eigens für sie verdoppelten Rolle des Jacob Marley, Scrooges verstorbenem Geschäftspartner, auf. Kermit der Frosch spielt den Buchhalter Bob Cratchit; seine Ehefrau Emily wird von Miss Piggy dargestellt.
Der gutmütige Fozzie Bär spielt Scrooges alten Lehrherrn, den lebenslustigen Kaufmann Fezziwig – der hier prompt als Fozziwig auftaucht. In einer weiteren Original-Dickensrolle ist Sam der Adler zu sehen, der den strengen Schullehrer des kleinen Ebenezer Scrooge darstellt.
Die Vielzahl der bekannten Muppets und die unbegrenzte Einsatzfähigkeit von Puppen überhaupt lässt jedoch den Rahmen des Figurenkreises förmlich explodieren: so gibt es in Scrooges Büro nicht nur Bob Cratchit als Gehilfen, sondern noch ein gutes Dutzend zusätzlicher Schreiber und Buchhalter in Form einer sehr wuseligen Rattenschar, die hart zu kämpfen hat mit den Tücken der (für sie viel zu großen) Objekte wie Rechnungsbücher, Lineale oder Fensterrollos. Für Gonzo und Rizzo die Ratte werden ganz neue Rollen eingeführt: die des Erzählers Mister Dickens und seines Begleiters. Dabei sitzen sie aber nicht gemütlich irgendwo im Off, sondern begeben sich direkt in die Szenerie der Geschichte – und damit häufig in Gefahr. Weitere Auftrittsmöglichkeiten für Puppen aller Art bieten die Straßenszenen, in denen Dickens’ ohnehin schon bunte und vielfältige Londoner Stadtbevölkerung Verstärkung bekommt durch sprechende Zugochsen, moralisch empörte Hühner, schlitternde Pinguine und singendes Gemüse.
Regie bei der 82-minütigen Umsetzung des Dickens-Stoffes führt Brian Henson, Sohn des verstorbenen Muppets-Erfinders Jim Henson. Die Muppets-Puppen werden von den Puppenspielern Dave Goelz, Steve Whitmire, Jerry Nelson sowie Frank Oz gespielt. Die weihnachtlichen Lieder und Gesangseinlagen wurden von Paul Williams eigens für die Muppets Weihnachtsgeschichte geschrieben; in der deutschen Version sind auch die Texte der Lieder übersetzt.
Die ursprüngliche Originalversion war knapp 4 Minuten länger – Grund war die Entscheidung der Walt-Disney-Studios, die Szene zu kürzen, in der sich Belle vom jungen Ebenezer trennt – diese war ursprünglich mit dem Song „When Love is gone“ unterlegt. Die vollständige Filmfassung erschien nur auf der ersten VHS-Veröffentlichung – bei späteren Veröffentlichungen ist die Szene als Bonus auf DVD/Bluray aufrufbar. Die Begründung lag darin, dass diese Szene für Kinder unpassend sei – diese seien während Testvorführungen unruhig geworden. Warum Rizzo, die Ratte, am heute verwendeten Schluss der Szene so herzzerreißend weint, ist durch den Schnitt weniger verständlich. Zum Schluss des Films ist jedoch heute noch bei allen Veröffentlichungen die Reprise „When Love was found“ zu hören – im Deutschen zum Schnitt passender synchronisiert mit „wir fanden heut’ was uns vereint“.
Anlässlich der 4K-Restaurierung des Films entschied man sich im Jahr 2020 zur Wiederveröffentlichung der ursprünglichen Fassung – mit dem Song. Erst 2022, also zum 30-jährigen Jubiläum des Films, erfolgte die finale, vollständige Veröffentlichung bei Disney+.

## Synchronisation
Die deutsche Synchronisation entstand bei der FFS Film- und Fernseh-Synchron GmbH, München nach einem Dialogbuch von Eberhard Storeck, die Dialogregie führte Hartmut Neugebauer.
| Rolle                             | Schauspieler/Puppenspieler | Sprecher              |
| --------------------------------- | -------------------------- | --------------------- |
| Kermit der Frosch / Bob Cratchit  | Steve Whitmire             | Andreas von der Meden |
| Rizzo die Ratte                   | Steve Whitmire             | Willi Röbke           |
| Bohne der Hase                    | Steve Whitmire             | Gerd Duwner           |
| Miss Piggy / Emily Cratchit       | Frank Oz                   | Berno von Cramm       |
| Fozzie Bär / Fozziwig             | Frank Oz                   | Bruno W. Pantel       |
| Kutscher                          | Frank Oz                   | Gerd Wiedenhofen      |
| Gemüseverkäufer                   | Frank Oz                   | Peter Musäus          |
| Sam der Adler / Schulleiter       | Frank Oz                   | Wolf Ackva            |
| das Tier                          | Frank Oz                   | Hartmut Neugebauer    |
| alter Joe                         | David Shaw Parker          | Hartmut Neugebauer    |
| dänischer Koch                    | David Rudman               | Hartmut Neugebauer    |
| Peter Cratchit                    | David Rudman               | Tobias Lelle          |
| Lew Zealand                       | Jerry Nelson               | Peter Musäus          |
| Robin / Tiny Tim                  | Jerry Nelson               | Dieter Landuris       |
| Ma Bear                           | Jerry Nelson               | Haide Lorenz          |
| Statler / Jacob Marley            | Jerry Nelson               | Manfred Lichtenfeld   |
| Geist der gegenwärtigen Weihnacht | Jerry Nelson               | Hartmut Neugebauer    |
| Geist der vergangenen Weihnacht   | Jessica Fox                | Laura Maire           |
| Geist der zukünftigen Weihnacht   | Donald Austen Bob Tygner   | stumm                 |
| Waldorf / Robert Marley           | Dave Goelz                 | Walter Reichelt       |
| Gonzo / Charles Dickens           | Dave Goelz                 | Gudo Hoegel           |
| Dr. Honigtau Bunsenbrenner        | Dave Goelz                 | Mogens von Gadow      |
| Mrs. Dilber                       | Louise Gold                | Margit Weinert        |
| Ebeneezer Scrooge                 | Michael Caine              | Jürgen Thormann       |
| Ebeneezer Scrooge (jung)          | Raymond Coulthard          | Christian Weygand     |
| Clara, Freds Frau                 | Robin Weaver               | Claudia Lössl         |

## Kritiken
Der Fischer Film Almanach 1994 meinte: „Ein großes Vergnügen, dem Michael Caine als Scrooge zu einer größeren Tiefe verhilft, als man selbst als Muppets-Fan annehmen mochte. Caine ist der Kristallisationspunkt, der den vielen kleinen und größeren Einfällen Halt verleiht. Dabei wird er unterstützt durch eine hervorragende Kameraarbeit, die der Puppenwelt faszinierende Seiten abgewinnt, und durch den ebenso zurückhaltenden wie sicheren Einsatz der Tricktechnik.“

## DVD-Veröffentlichung
- Die Muppets Weihnachtsgeschichte. Special Edition (Jubiläumsedition). Buena Vista Home Entertainment 2006.

## Soundtrack
- Miles Goodman, Paul Williams: The Muppet Christmas Carol. Original Motion Picture Soundtrack. Jim Henson Records/BMG, New York 1992, Tonträger-Nr. BG2 30017.